# Pusiola hemiphaea
Pusiola hemiphaea là một loài bướm đêm thuộc phân họ Arctiinae, họ Erebidae.